# Тополін (Варшавський-Західний повіт)
Тополін (пол. Topolin) — село в Польщі, у гміні Старі Бабиці Варшавського-Західного повіту Мазовецького воєводства. Населення — 237 осіб (2011).
У 1975-1998 роках село належало до Варшавського воєводства.

## Демографія
Демографічна структура станом на 31 березня 2011 року:
|          | Загалом | Допрацездатний вік | Працездатний вік | Постпрацездатний вік |
| -------- | ------- | ------------------ | ---------------- | -------------------- |
| Чоловіки | 112     | 25                 | 74               | 13                   |
| Жінки    | 125     | 23                 | 82               | 20                   |
| Разом    | 237     | 48                 | 156              | 33                   |